# Piperno

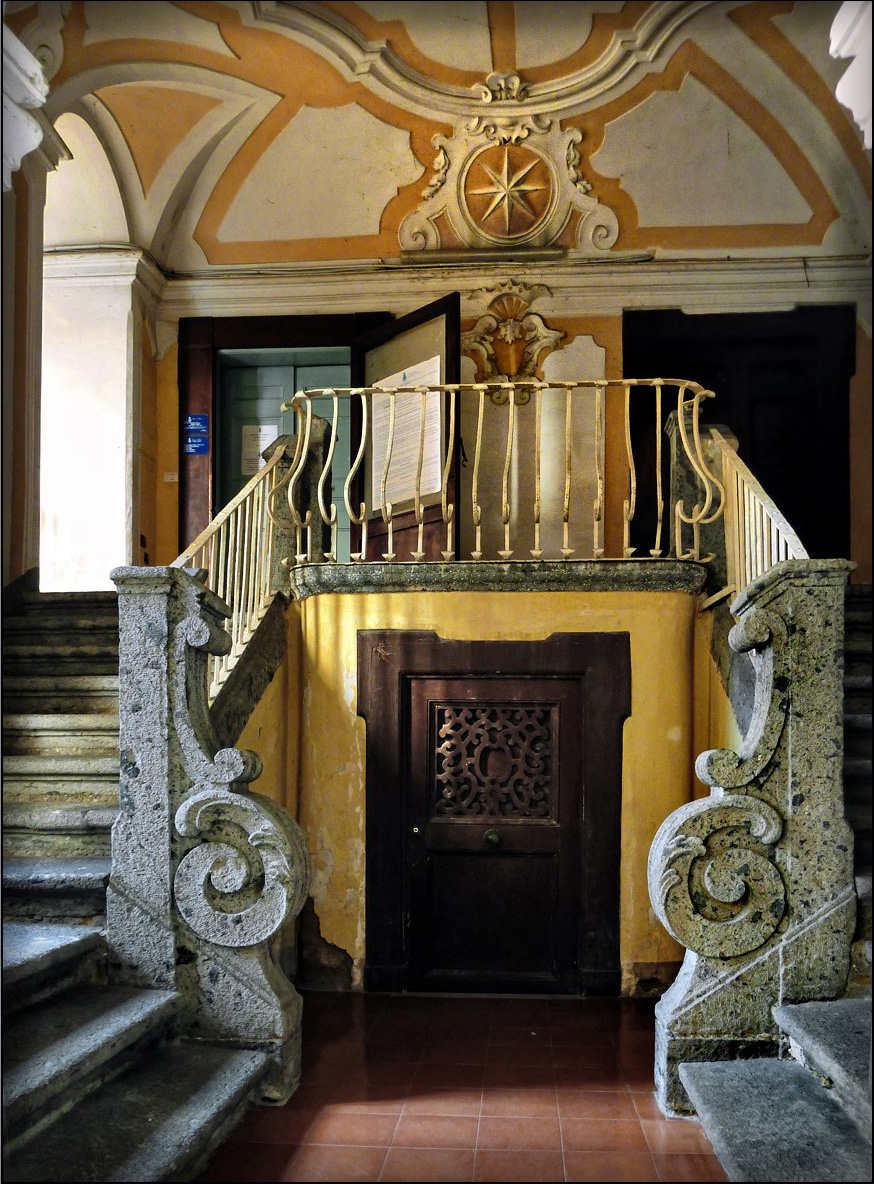
Escalier en piperno de la villa Meola à Portici.

Piperno  est un terme italien qui désigne une roche magmatique, présente principalement dans la région volcanique des champs Phlégréens, en Campanie.

## Origine
Le Piperno était extrait en Campanie des carrières  de Quarto ainsi que dans les quartiers napolitains de Soccavo (it) et Pianura (it). La roche de piperno était difficile à extraire. Les gros blocs étant séparés sous terre pour être ensuite travaillés.
Actuellement, le piperno n'est plus extrait car les carrières de Pianura et Soccavo sont épuisées. 
La strate du piperno, avec au-dessus le Breccia Museo, est bien visible à la base de la colline  Camaldoli, dans la zone de Soccavo, dans la localité Verdolino.

## Caractéristiques
Son aspect différent du tuf jaune napolitain 
présente une texture particulière caractérisée par une isorientation de concentrations lenticulaires de couleur grise dites fiamme (« flammes ») englobées dans une matrice de la même couleur mais plus claire.
Le piperno est une roche résistante à l'usure provoquée par les agents atmosphériques et, grâce à cette particularité, elle a été fréquemment employée comme matériau de construction dans  les édifices de Naples.